# Soundos El Ahmadi
Soundos El Ahmadi (Amsterdam, 20 december 1981) is een Nederlandse actrice, presentatrice en stand-upcomedian met een Marokkaanse achtergrond.

## Loopbaan
Op haar vijftiende levensjaar begon El Ahmadi met acteren en niet veel later kreeg ze interesse in stand-upcomedy. Sinds begin 2007 behoort ze tot de comedians van Comedytrain. Van 2010 tot eind 2012 toerde ze met haar eerste solotheaterprogramma Soundos aangenaam! door het land. Begin 2013 volgde haar tweede voorstelling, die de titel Er is geen plan B draagt.
Daarnaast had ze onder meer een bijrol in de film Shouf Shouf Habibi! en presenteerde ze samen met Khadija Massaoudi het NPS-programma De meiden van haram, niet te verwarren met De meiden van halal. El Ahmadi was copresentatrice van Cor achter de dijken op RTV Noord-Holland, VARA's Vrouw&Paard en AVRO's Op zoek naar Zorro - Backstage.
Vanaf september 2011 was ze voor enkele maanden de vervanger van Evelien Bosch als medepresentator van het kinderprogramma Z@pplive, die in augustus van dat jaar een zoon kreeg. In datzelfde jaar was El Ahmadi te zien als deelnemer aan het elfde seizoen van Wie is de Mol?. Ze werd uiteindelijk verliezend finalist. In 2012 was ze kandidate in de quiz De Slimste Mens. Ze was in een aflevering van het BNN-programma Vier handen op één buik een van de bekende moeders die aanstaande tienermoeders helpen met hun zwangerschap. In 2016 was El Ahmadi als opvolger van Peter Pannekoek een paar keer huiscomedian bij De Wereld Draait Door en was ze een van de assistenten (idioten) in Ruben van der Meers Ruben en de idioten. In 2017 was El Ahmadi een van de deelnemers van het achttiende seizoen van het RTL 5-programma Expeditie Robinson, ze behaalde de finale. Ook was ze in 2017 een van de roasters in het programma The Roast of Giel Beelen.
In 2018 werkte El Ahmadi mee aan het napraatprogramma van Expeditie Robinson genaamd Eilandpraat. Hierin heeft ze elke aflevering een kort onderdeel waarin ze op een komische manier vertelt wat ze van de aflevering vindt en wat ze van de volgende verwacht. In 2019 is ze teamcaptain in de muzikale spelshow Thank you for the music bij SBS6, onder leiding van Kim-Lian van der Meij. Sinds september 2019 is ze naast Leo Alkemade te zien in het SBS6-programma Echt waar?!.
In het najaar van 2023 nam ze in Vlaanderen deel aan De Slimste Mens ter Wereld. In aflevering 36 was ze ook jurylid. Vanaf 2024 trad ze op in verschillende zalen in België.

## Cabaretprogramma's
- 2010: Soundos aangenaam!
- 2013: Er is geen plan B
- 2015: Geboren met ervaring
- 2018: Niets te verliezen
- 2021: Comeback Kid
- 2024: Witte Ruis

## Filmografie

### Televisieprogramma's
- 2006: Cor achter de dijken - eigen onderdeel
- 2008-2009: De meiden van Haram - presentatie
- 2009: Vrouw & Paard - presentatie
- 2010-2011: Op Zoek Naar Zorro Backstage - presentatie
- 2011: Wie is de Mol - verliezend finalist
- 2011: Z@pplive - presentatie ter vervanging van Evelien Bosch
- 2012: De Slimste Mens - kandidaat
- 2016: De Wereld Draait Door - huiscomedian
- 2016: Ruben en de idioten - "idioot" (assistent)
- 2016, 2020-2023: Vier handen op één buik - begeleider van een tienermoeder
- 2017: De Jongens tegen de Meisjes - team Chantal
- 2017: Expeditie Robinson - finalist
- 2017, 2025: Ranking the Stars - panellid
- 2017: The Roast of Giel Beelen - roaster
- 2017-heden: Klikbeet - aantal gastrollen
- 2018: Weet Ik Veel - deelnemer
- 2018: Eilandpraat - eigen onderdeel
- 2018: The Big Music Quiz - deelnemer
- 2018: Het zijn net mensen - deelnemer
- 2019-2020: De Wereld Draait Door - tafeldame
- 2019: Thank you for the Music - teamcaptain
- 2019: Echt Waar?! - verhalenverteller
- 2019: Ik hou van Holland - team Guus
- 2019-2020: Heerlijk avondje voor de Sint - hulpsinterklaas
- 2020: Hiphop Stars - deelnemer
- 2020: All Stars & Zonen - Aisha
- 2021: De TV Kantine - Dyantha Brooks
- 2021: Drag Race Holland - gastjurylid
- 2022: Seef spees
- 2022: Ik ga stuk! - jurylid
- 2022: De Verraders Halloween - een van de verraders, geëindigd als 4e
- 2023: LOL: Last One Laughing - deelnemer, afvaller 5, geëindigd als 6e
- 2023: Onzin - teamcaptain
- 2023: De Slimste Mens ter Wereld - deelnemer
- 2023: De Slimste Mens ter Wereld - jurylid
- 2024: Ons kent Ons - deelnemer